# Droga 2+1

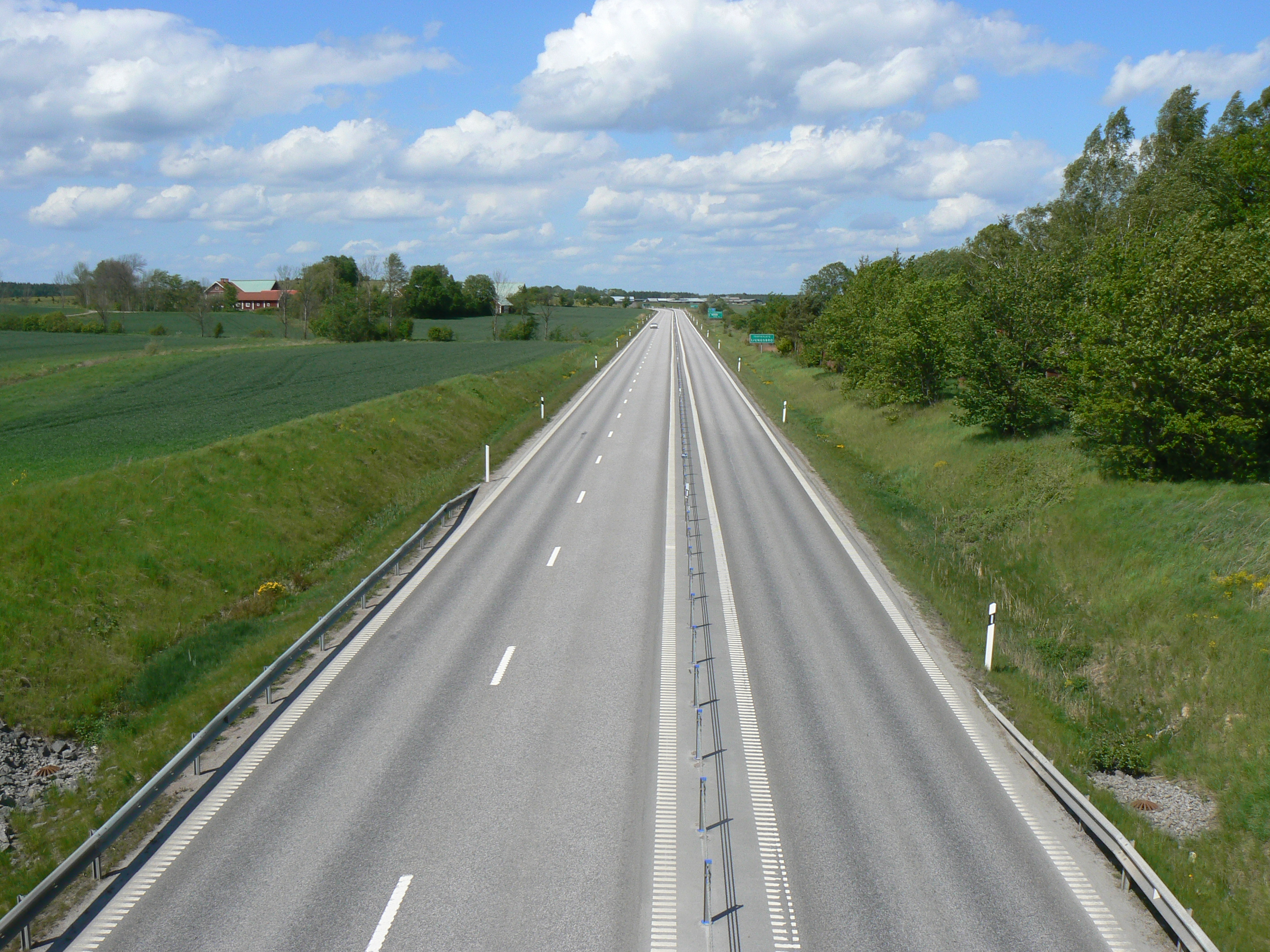
Droga 2 + 1 z barierą między pasami w pobliżu Linköping, Szwecja

Schemat drogi 2 + 1

Droga 2+1 – droga, która wyposażona jest naprzemiennie raz w jeden, raz w dwa pasy ruchu, co umożliwia sprawne wyprzedzanie wolniejszych pojazdów. Drogi 2+1 zostały wymyślone w Szwecji i głównie tam są budowane, choć także w Niemczech, Holandii czy Irlandii. Zdaniem ekspertów takie drogi są bezpieczniejsze i powodują, że kierowcy jeżdżą spokojniej. Niskie koszty i bezpieczeństwo to główne zalety modelu 2+1.
| Przykłady oznakowania używanego w Irlandii na drogach 2 + 1: |             |                     |                     |                 |  |
| Two lanes ahead                                              | Merge ahead | Double lane traffic | Single lane traffic | Two way traffic |  |